# عبدالرحمن دغریری
عبدالرحمن دغریری (انگلیسی: Abdurahman Dagriri؛ زادهٔ ۳ مهٔ ۱۹۹۰) یک ورزشکار اهل عربستان سعودی است.
از باشگاه‌هایی که در آن بازی کرده‌است می‌توان به باشگاه فوتبال الاتحاد و باشگاه فوتبال هجر عربستان سعودی اشاره کرد.